# Pferdesportanlage

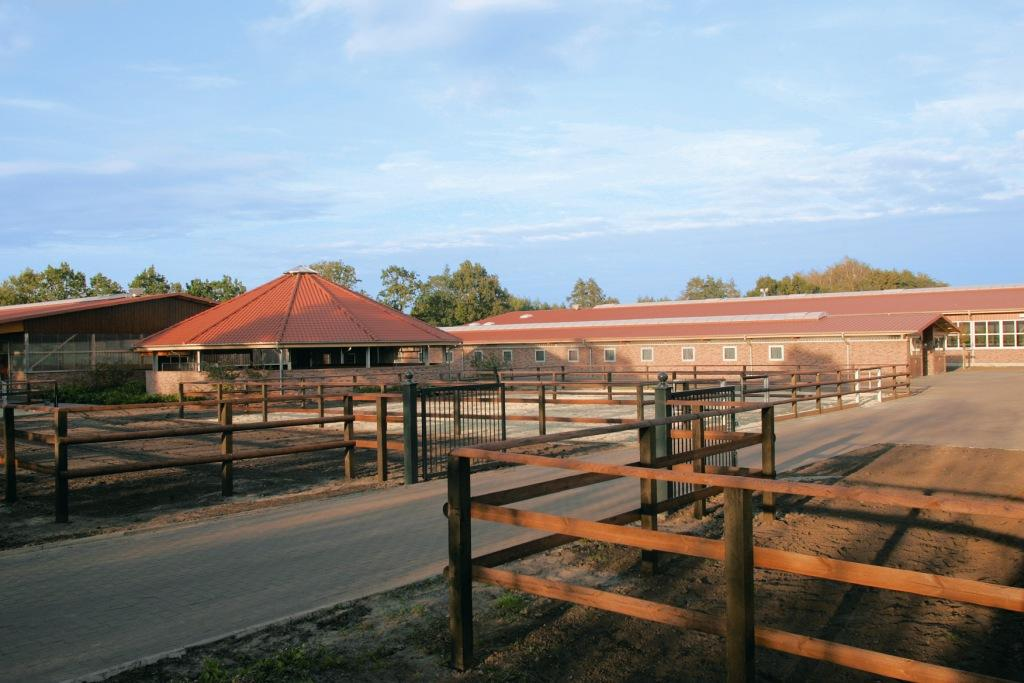
Reitanlage in Schleswig-Holstein

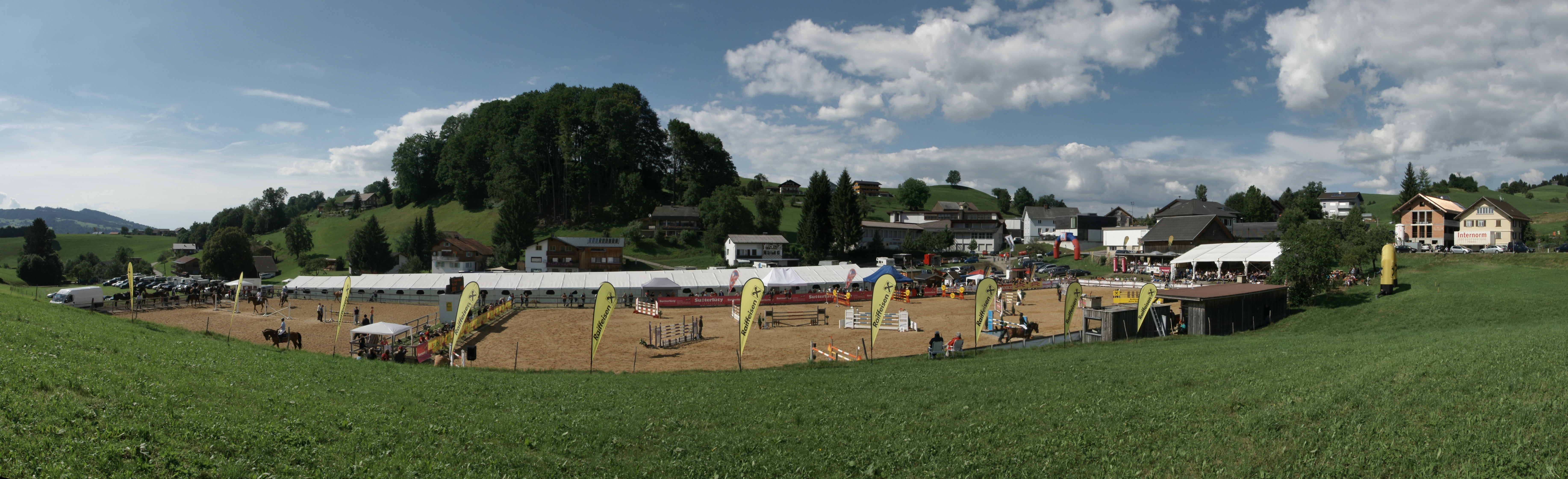
Reitplatz Langenegg (Reit- und Fahrverein Bregenzerwald)

Unter einer Pferdesportanlage versteht man in erster Linie eine Immobilie (Reitstall, Reithof, Pferdhof), die der Unterbringung von Pferden und ihrem Training dient. Dazu zählen in der Regel Stall, Reithalle und/oder Außenplatz, Pferdekoppeln/Paddocks, ggfs. Nebengebäude zur Unterbringung von Material und Futter, sowie Wohngebäude für Personal und Eigentümer. Größere Reitanlagen verfügen zudem oft über eine Longierhalle, Führanlage, mehrere Hallen, teils für unterschiedliche Zwecke, Rennbahn, Fahr-, Spring- und/oder Geländeparcour.
Im weiteren Sinne wird der Begriff auch ausgedehnt auf Mobilien, wie Fahrzeuge und Maschinen, die im Betrieb verwendet werden.

## Typen
Je nach Ausrichtung eines Betriebs wird teilweise unterschiedliche Infrastruktur benötigt.
Beispielsweise gibt es Handelsställe, Ausbildungsställe und Turnierställe, die häufig auf Dressurreiten, Springreiten, Vielseitigkeitsreiten, Westernreiten, Rennsport (Galopprennsport oder Trabrennsport) oder Isländer (Hestadagar mit Ovalbahn) spezialisiert sind.
Zuchtbetriebe benötigen teilweise andere Infrastruktur, wie Abfohlboxen, Hengstboxen oder Deckstationen.

## Reitplatz
Ein Reitplatz ist eine abgegrenzte Fläche, auf der Pferde geritten werden. Dabei unterscheidet man Naturplätze von speziell zum Reiten angelegten Plätzen. Bei Letzteren wird zwischen Rasen- und Sandplätzen unterschieden. Beide gibt es in unterschiedlichsten Ausführungen, die sich nach Aufbau, verwendetem Material und dem Nutzungszweck voneinander unterscheiden.

## Reitbahn

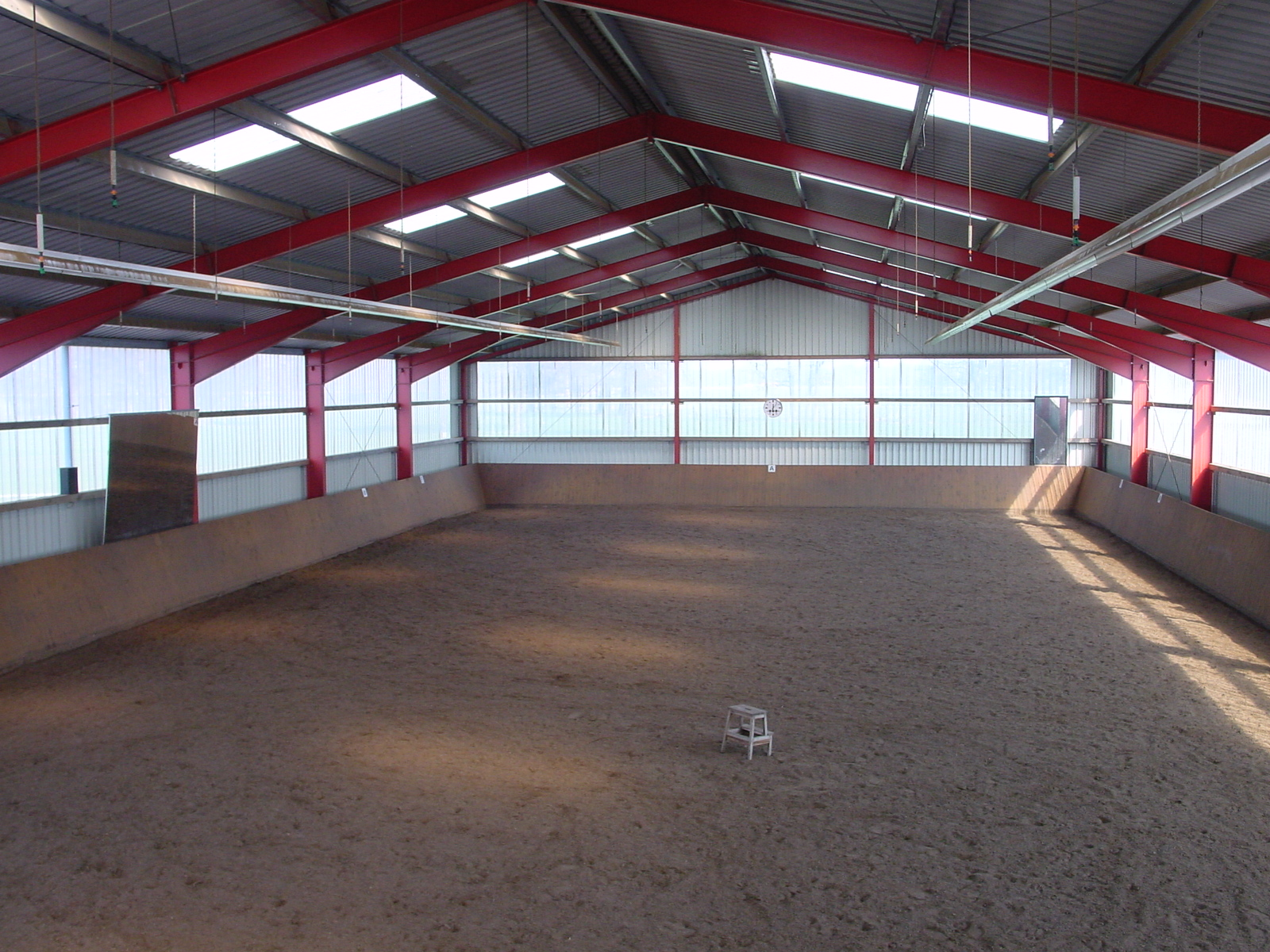
Innenansicht einer Reithalle mit Reithallenberegnung

Reitbahn ist ein Ausdruck aus dem Pferdesport, der einen wettergeschützten, zumeist rechteckigen, umgrenzten Platz zur Pferdeausbildung bezeichnet. Reitbahnen sind meist als freistehende Reithallen oder in Kombination mit Ställen ausgeführt, können aber auch, wie bei der Spanischen Hofreitschule, in andere Gebäude integriert sein.

## Reithalle
Eine Reithalle bezeichnet ein Gebäude (Reitanlage), das speziell für den Reitsport konzipiert ist.

## Führanlage

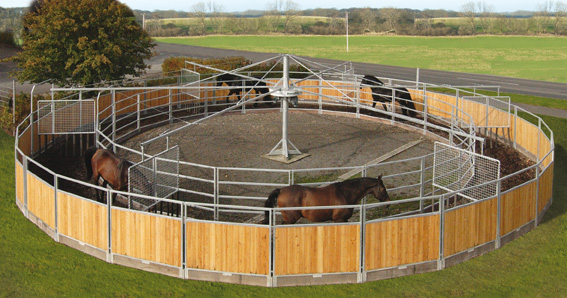
Eine Freilaufführanlage

Eine Führanlage dient der kontrollierten, gleichmäßigen Bewegung von Pferden mit geringer Belastung. Die Pferde laufen angebunden oder frei in runder oder ovaler Laufspur. Es gibt Freiluftführanlagen und überdachte Führanlagen, die bei jedem Wetter genutzt werden können.

## Pferdestall
Mit Pferdestall (auch Stallung) bezeichnet man ein Gebäude zur Unterbringung von Pferden.